# Old City Hall

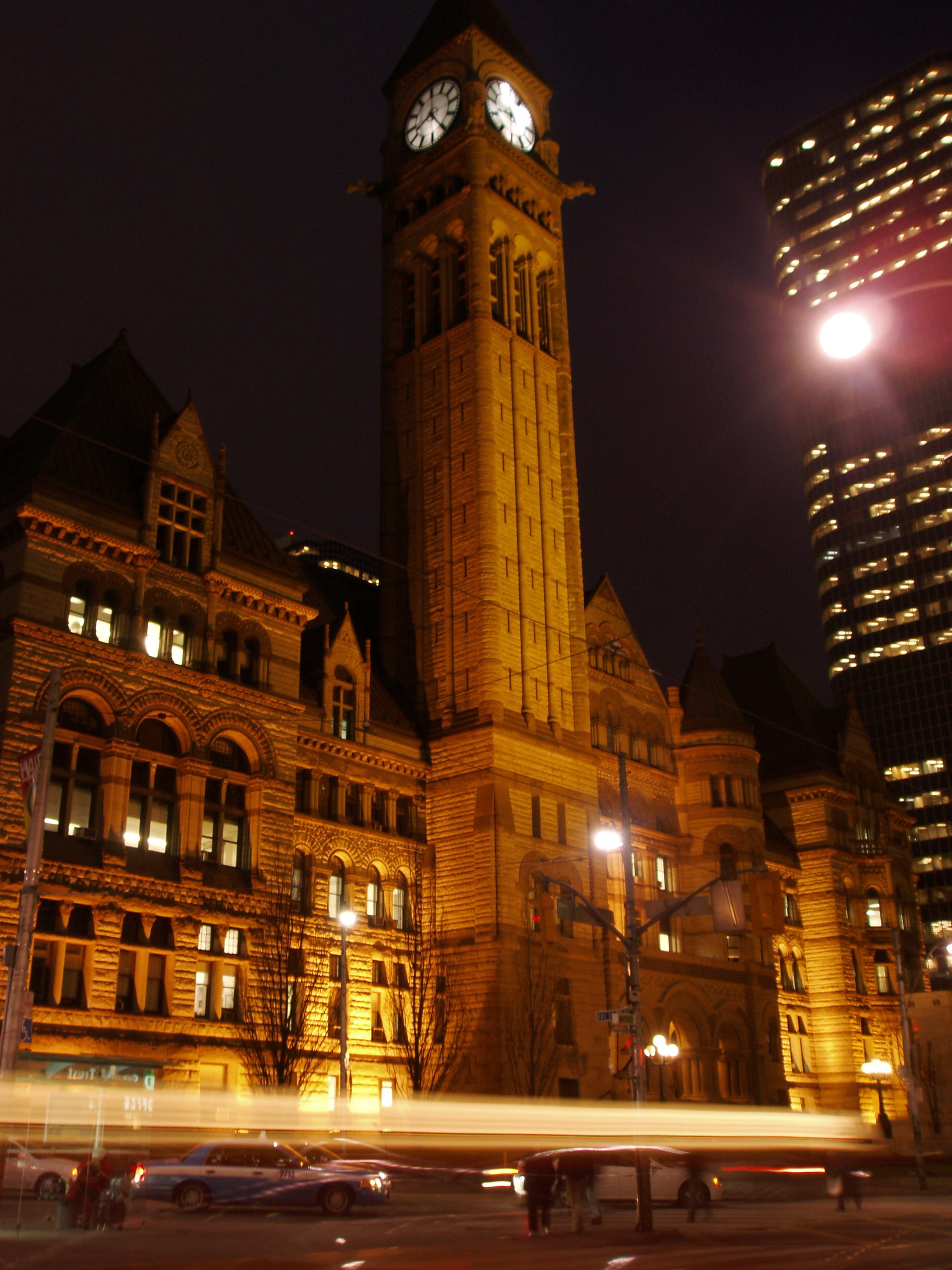
Vista da Old City Hall à noite.

Old City Hall é o antigo prédio da prefeitura de Toronto, Ontário, Canadá, localizada no cruzamento da Bay Street com a Queen Street. Foi inaugurada em 1899, e substituída pelo Toronto City Hall em 1965. Na mesma década, com a construção do Toronto Eaton Centre, cogitou-se demolir o Old City Hall para dar lugar à uma série de grandes arranha-céus. Este plano encontrou grande oposição da comunidade, e não foi realizado. É atualmente a sede das cortes judiciárias municipais de Toronto. À frente do prédio está o Cenotaph, erguida em homenagem aos mortos na Primeira e na Segunda Guerra Mundial durante as comemorações do Remembrance Day todo 11 de novembro. É o palco de alguns shows de televisão canadenses, tais como This is Wonderland.